# Singuilucan
Singuilucan  è un comune dello stato di Hidalgo, nel Messico centrale, il cui capoluogo è la omonima località.
La popolazione della municipalità è di 14.851 e copre un'area di 420,21 km².

## Monumenti e luoghi d'interesse

### Monastero agostiniano
Il convento del 1540 ha un portale in stile plateresco, un interessante chiostro e la chiesa barocca con retablos del XVIII secolo e un convento francescano del 1527.